# Силин (Ичан)
Сили́н (кит. упр. 西陵, пиньинь Xīlíng, буквально: «западные холмы») — район городского подчинения городского округа Ичан провинции Хубэй (КНР).

## История
В древности эти места были известны под названием «Илин» (夷陵), они упоминаются ещё в 278 году до н. э. в информации о том, как циньский полководец Бай Ци напал на царство Чу и уничтожил Илин.
В эпоху Троецарствия здесь был создан округ Силин (西陵郡). После объединения китайских земель под властью империи Цзинь был создан уезд Илин (夷陵县). В 305 году западная часть уезда Илин была выделена в отдельный уезд Ичан (宜昌县).
В эпоху Южных и Северных династий округ Иду при южной империи Лян стал областью Ичжоу (宜州), при империи Западная Вэй — областью Точжоу (拓州), при империи Северная Чжоу — областью Сячжоу (硖州). После объединения китайских земель под властью империи Суй область Сячжоу в 607 году стала округом Илин (夷陵郡). Во времена империи Тан в стране неоднократно менялась структура административного деления, и эти места находились то в составе округа Илин, то в составе области Сячжоу. После монгольского завоевания написание названия области Сячжоу изменилось с 硖州 на 峡州. В 1280 году область была поднята в статусе, и стала Сячжоуским регионом (峡州路).
После свержения власти монголов и провозглашения империи Мин Сячжоуский регион был в 1364 году расформирован, а вместо него опять образована область Сячжоу (峡州). В 1376 году она была переименована в область Илин (夷陵州).
После завоевания страны маньчжурами власти империи Цин в 1648 году изменили написание названия области Илин с 夷陵州 на 彝陵州. В 1735 году область была поднята в статусе и стала Ичанской управой (宜昌府); в её состав вошли 1 область и 5 уездов. После Синьхайской революции в Китае была произведена реформа структуры административного деления, и в 1912 году области с управами были упразднены.
После образования КНР в 1949 году был создан город Ичан. В 1986 году в городе Ичан были созданы районы Силин, Уцзяган и Дяньцзюнь.

## Административное деление
Район делится на 9 уличных комитетов и 1 волость.